# A24 (filmproductiemaatschappij)
A24 is een Amerikaans onafhankelijk filmproductie- en distributiebedrijf. Het werd in 2012 opgericht door Daniel Katz, David Fenkel en John Hodges.

## Geschiedenis
In augustus 2012 richtten Daniel Katz, David Fenkel en John Hodges het productiebedrijf A24 Films op. Katz had daarvoor de filmafdeling van de investeringsmaatschappij Guggenheim Partners geleid. Guggenheim Partners zorgde ook voor het startkapitaal van A24 Films. In 2016 werd de naam van het bedrijf afgekort tot A24.
A24 produceert onafhankelijke films en staat vooral bekend om zijn auteursfilms. Het bedrijf werkte al samen met bekende regisseurs als Sofia Coppola, J.C. Chandor, Denis Villeneuve, Kevin Smith, Gus Van Sant en Barry Jenkins.
Het productiehuis won tweemaal de Oscar voor beste film, met Moonlight (2016) en Everything Everywhere All at Once  (2022). Doordat A24 een succesvolle onafhankelijke filmmaatschappij is die regelmatig Oscarnominaties in de wacht sleept, wordt het ook wel eens vergeleken met Miramax.
In 2014 werd de tv-afdeling van A24 opgericht. Onder meer de komische series Playing House (2014–2017) en The Carmichael Show (2015–2017) werden sindsdien door het bedrijf geproduceerd.

## Filmografie

### Film (selectie)
- The Bling Ring (2013)
- Enemy (2014)
- Under the Skin (2014)
- A Most Violent Year (2014)
- Amy (2015)
- Room (2015)
- Ex Machina (2015)
- The Sea of Trees (2015)
- The Lobster (2016)
- Moonlight (2016)
- 20th Century Women (2016)
- American Honey (2016)
- The Killing of a Sacred Deer (2017)
- A Ghost Story (2017)
- Lady Bird (2017)
- The Disaster Artist (2017)
- The Florida Project (2017)
- Hereditary (2018)
- First Reformed (2018)
- Mid90s (2018)
- Waves (2019)
- Midsommar (2019)
- First Cow (2019)
- Uncut Gems (2019)
- Minari (2020)
- Boys State (2020)
- On the Rocks (2020)
- Saint Maud (2021)
- False Positive (2021)
- Zola (2021)
- Val (2021)
- The Green Knight (2021)
- Lamb (2021)
- The Souvenir Part II (2021)
- C'mon C'mon (2021)
- The Humans (2021)
- Red Rocket (2021)
- The Tragedy of Macbeth (2021)
- The Sky Is Everywhere (2022)
- After Yang (2022)
- X (2022)
- Everything Everywhere All at Once (2022)
- The Whale (2022)
- Beau Is Afraid (2023)
- The Zone of Interest (2023)
- Civil War (2024)
- Heretic (2024)
- Eddington (2025)

### Televisie (selectie)
- Playing House (2014–2017)
- The Carmichael Show (2015–2017)
- Random Acts of Flyness (2018–)